# Bolesław Srocki

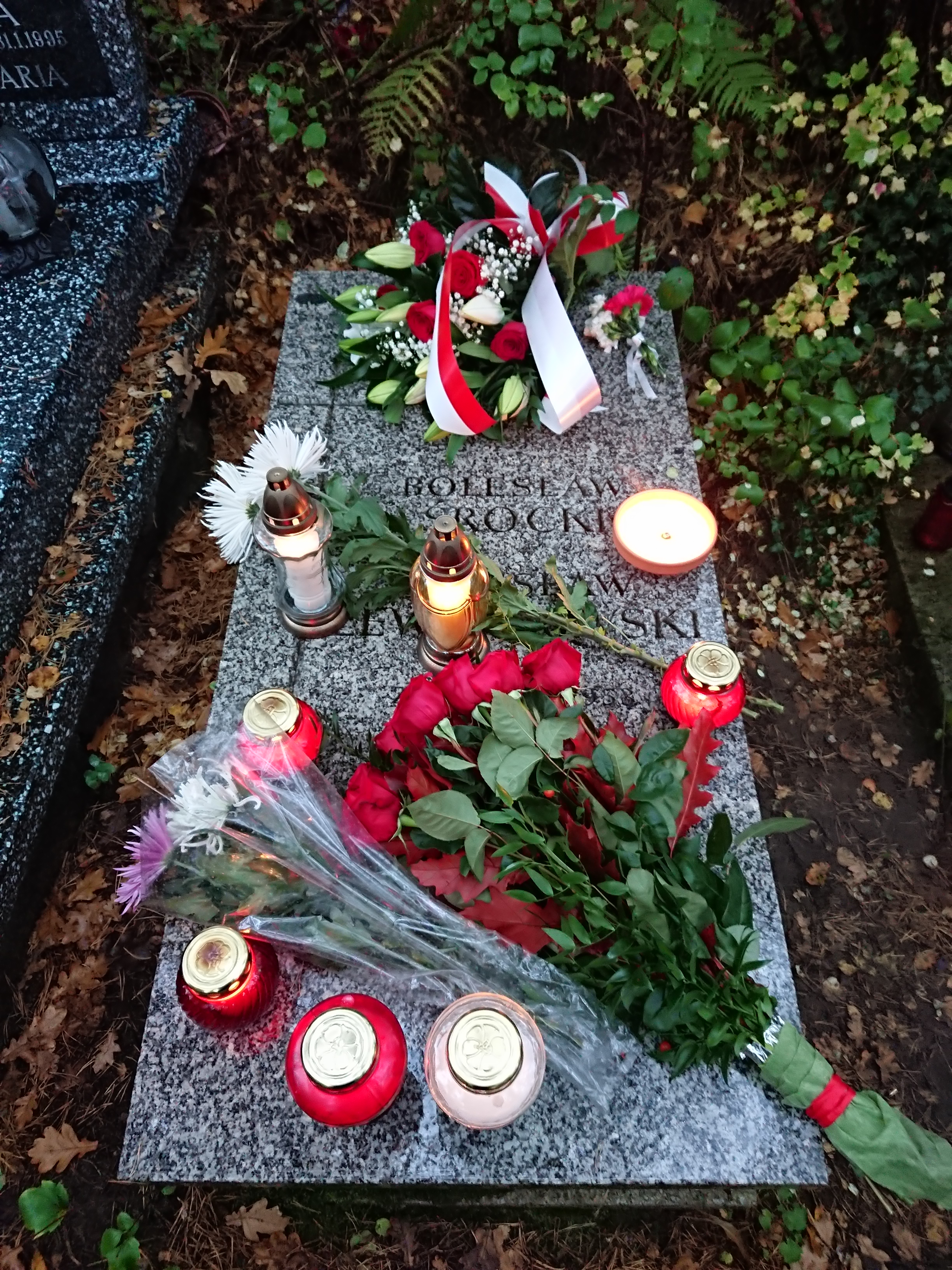
Grób Bolesława Srockiego na cmentarzu katolickim w Sopocie

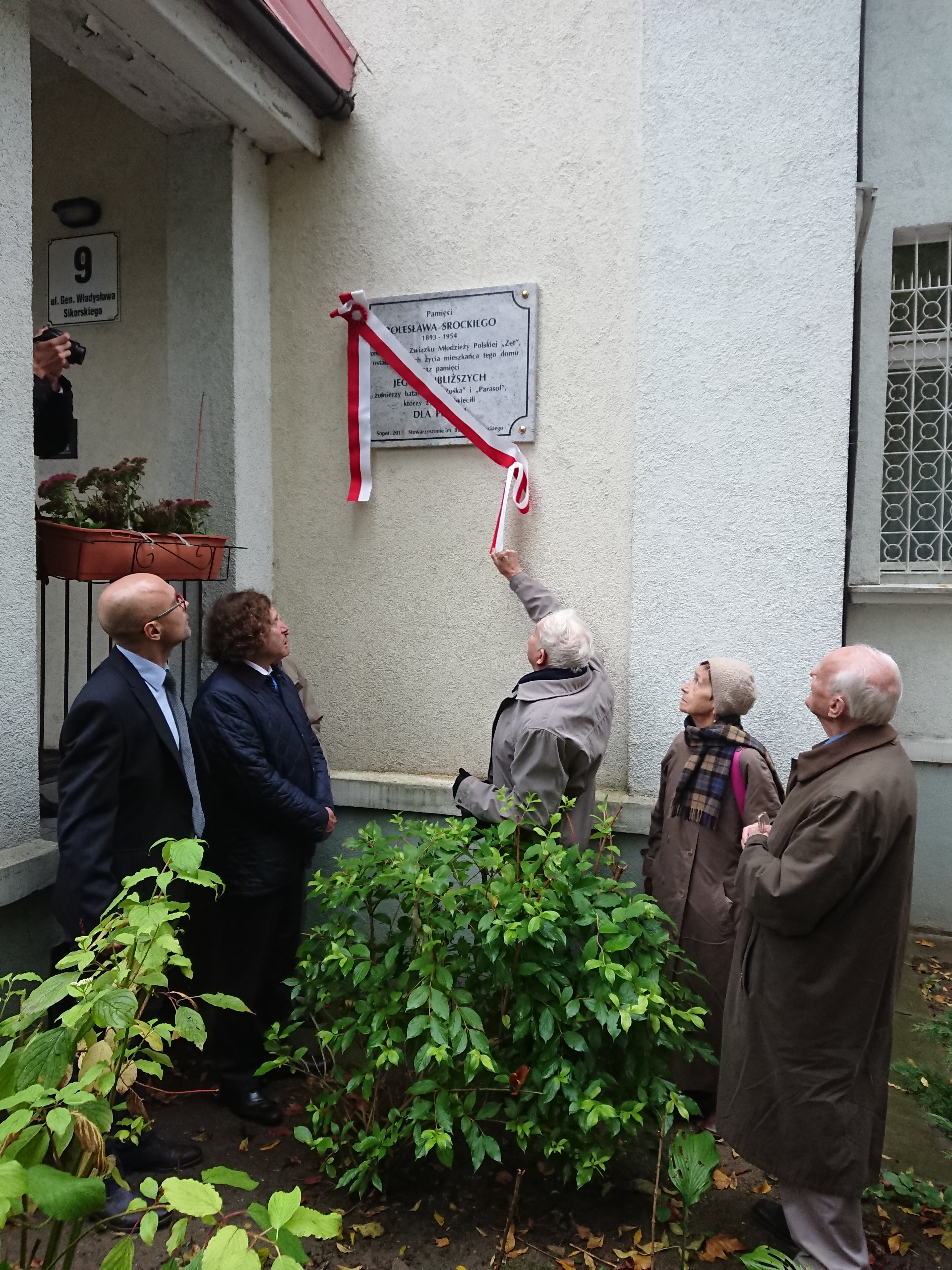
Odsłonięcie tablicy upamiętniającej Bolesława Srockiego na elewacji domu przy ul. Sikorskiego 9, gdzie mieszkał. 21 października 2017, drugi od lewej Jacek Karnowski – prezydent Sopotu

Bolesław Maciej Srocki, ps. B.S., Bolesław, Pan Bolesław (ur. 24 marca 1893 w Otalążce, zm. 12 marca 1954 w Gdańsku) – polski polityk, działacz społeczny, poseł na Sejm II kadencji w II Rzeczypospolitej.

## Życiorys
Bolesław Maciej Srocki urodził się 24 marca 1893 roku w folwarku Otalążka, pow. Grójec i był synem Władysława (dzierżawca folwarku) i Stefanii z domu Giersz (księgowa). Jego naukę opóźniała trudna sytuacja materialna, wczesna śmierć matki (1908) oraz przyrodzona ułomność. Zmusiło go to do utrzymywania się z korepetycji. Uczył się od września 1909 roku w Szkole Realnej Witolda Wróblewskiego w Warszawie i w czerwcu 1914 roku otrzymał tam świadectwo dojrzałości. Sytuacja materialna nie pozwoliła mu na studia uniwersyteckie za granicą i podczas I wojny światowej pracował w Warszawie jako nauczyciel, a w latach 1917–1919 był „pomocniczą siłą naukową” w Biurze Pracy Społecznej. Od 1910 członek Związku Polskiej Młodzieży Socjalistycznej, od 1914 Organizacji Młodzieży Narodowej (OMN) Szkół Średnich, a następnie Pet-u i Zet-u, współtworzącego obóz niepodległościowy. Formalnie nie pełniąc żadnych funkcji kierowniczych już wówczas kierował sprawami uczniowskimi w OMN. Współredaktor organu Sekcji Koronnej OMN Szkół Średnich „Dla Polski” i organu OMN Szkół Wyższych „Miesięcznik Młodzieży Polskiej”. W marcu 1918 po oderwaniu od Polski Chełmszczyzny na mocy traktatu brzeskiego współorganizował Towarzystwo Straży Kresowej (TSK) i wyjechał do Chełma. W tym samym miesiącu został sekretarzem redakcji, później redaktorem pierwszego pisma TSK tygodnika „Głos Ziemi Chełmskiej”. W lipcu 1919 po przeniesieniu centrali TSK wrócił do Warszawy i został w niej kierownikiem Wydziału Prasowo-Propagandowego. Objął również redakcję miesięcznika „Wschód Polski”, który był wydawany od grudnia 1919 oraz był współzałożycielem pism TSK m.in. w Wilnie, Grodnie, Białymstoku, Brześciu nad Bugiem, Włodzimierzu Wołyńskim, Łucku, Kamieńcu Podolskim. Był przez wiele lat doradcą politycznym Zdzisława Lechnickiego, prezesa Komitetu Wykonawczego TSK i późniejszego przywódcy Związku Naprawy Rzeczypospolitej. Wybrany został w sierpniu 1919 w skład trzyosobowego KC Zetu. W połowie 1920 w krytycznym momencie wojny polsko-bolszewickiej wraz z Lechnickim i Stefanem Szwedowskim wchodził w skład ekspozytury KC Zetu na teren ewentualnej okupacji. Studiował na Wydziale Filozoficznym UW od listopada 1922 do stycznia 1924. Pracował jako urzędnik administracyjny w drukarni P. Ambroziewicza od października 1923 do lutego 1928. 
Wybrany został w styczniu 1923 do KC Związku Patriotycznego i objął redakcję pisma „Sprawy Polskie” oraz kierownictwo referatu młodzieży akademickiej (czyli funkcję łącznika do KC Zetu). Działał w nowo utworzonym Związku Naprawy Rzeczypospolitej od 1926 i w 1928 z jego ramienia został wybrany posłem do Sejmu RP. Dokooptowany został w 1929 do ZG Związku Seniorów Organizacji Młodzieży Narodowej (OMN) i Związku Polskiej Młodzieży Demokratycznej (ZPMD) Szkół Wyższych RP i pozostawał do wybuchu wojny w składzie ZG (był także łącznikiem do ZPMD Szkół Wyższych RP). Działał także już od 1924 w Związku Obrony Kresów Zachodnich (późniejszym Polskim Związku Zachodnim, PZZ), wchodząc początkowo do Zarządu Okręgu Warszawa. Z okazji Tygodnia Obrony Kresów Zachodnich wygłosił 1 lutego 1928 wykład radiowy. Wyjechał w 1930 po rozwiązaniu Sejmu do Poznania, w którym od stycznia 1931 kierował wydziałem, a w okresie październik 1934 – marzec 1936 był przewodniczącym Okręgu Poznań PZZ. Uczestniczył również w akcji odczytowej PZZ oraz współpracował z pismami „Front Zachodni” i „Morze i Kolonie”, w których najczęściej podpisywał swoje artykuły kryptonimem B.S. Od 1929 był jednocześnie członkiem komisji mającej przedstawiać kandydatów do odznaczeń spośród członków OMN, która działała przy Głównej Komisji Odznaczeniowej, a od 1930 przy Komitecie Krzyża i Medalu Niepodległości. W czerwcu 1931 w Warszawie na II Zjeździe Związku Seniorów OMN i ZPMD wygłosił referat pt. „Nasza młodzież”. W 1938 objął stanowisko redaktora naczelnego w powołanym nowym piśmie „Naród i Państwo” w miejsce organu Związku Patriotycznego „Przełom”. Był równocześnie od 1938 zastępcą sekretarza generalnego Instytutu Badań Spraw Narodowościowych.
Pracował jako referent aprowizacyjny Zarządu Miejskiego m.st. Warszawy w czasie kampanii wrześniowej 1939 i obrony Warszawy. Podczas okupacji pozostawał początkowo bez stałej pracy. Był w okresie lipiec–październik 1941 i ponownie maj–październik 1942 kierownikiem nadzoru w administracji sadu w majątku Skorczyce na Lubelszczyźnie. Był od stycznia 1943 do wybuchu Powstania Warszawskiego delegatem aprowizacyjnym Zarządu Miejskiego m.st. Warszawy i mieszkał wówczas przy ul. Zajęczej. Od marca 1940 w konspiracji był po Antonim Wieczorkiewiczu redaktorem naczelnym „Wiadomości Polskich”, a funkcję tę przekazał jesienią Witoldowi Giełżyńskiemu. Duchowy przywódca utworzonej na początku 1940 Petu, konspiracyjnej organizacji młodzieżowej o charakterze samokształceniowo–wychowawczym i kierowanej przez Stanisława Leopolda „Rafała”. 
Srocki zmarł na raka 12 marca 1954 w szpitalu w Gdańsku i został pochowany na cmentarzu katolickim w Sopocie (kwatera F2-E-4). Na cmentarzu Powązkowskim w Warszawie znajduje się jego symboliczny grób (kwatera 204-5-26). 

## Ordery i odznaczenia
- Krzyż Niepodległości (22 grudnia 1931)[5]
- Złoty Krzyż Zasługi (11 listopada 1936)[6]
- Srebrny Wawrzyn Akademicki (7 listopada 1936)[7]

jednak żadnego z tych odznaczeń nie odebrał, uważając te sprawy za nieistotne.

## Upamiętnienie
21 października 2017 roku w Sopocie, na elewacji domu przy ul. Sikorskiego 9, gdzie po wojnie mieszkał Bolesław Srocki, odsłonięto upamiętniającą go tablicę.